# لایش
لایش (به ازبکی: Laish) یک منطقهٔ مسکونی در ازبکستان است که در شهرستان آق‌دریا واقع شده‌است. لایش ۱۲٬۷۶۹ نفر جمعیت دارد.